# Inwil (Lucerna)
Inwil és un municipi del cantó de Lucerna (Suïssa), situat al districte de Hochdorf.